# Van Halen III
Van Halen III es el undécimo álbum de estudio de la banda estadounidense de hard rock Van Halen, lanzado el 17 de marzo de 1998 por Warner Records. Producido por Mike Post y Eddie Van Halen, fue el único álbum de estudio de la banda que contó con el vocalista Gary Cherone, y el último que contó con el bajista Michael Anthony.

## Antecedentes
Sammy Hagar había abandonado su puesto como cantante de la banda en 1996. Ese mismo año, el grupo grabó dos nuevas canciones con el vocalista original David Lee Roth. Sin embargo, lo que se antojaba una reunión permanente de los cuatro miembros originales finalmente quedó paralizado. No existe un motivo oficial para el fracaso del regreso de Roth en 1996. Así pues, la banda se decantó por Gary Cherone para ocupar el puesto. Se trataba de un vocalista enérgico y reputado, conocido por haber formado parte de Extreme. Una vez hecha pública la elección, el grupo procedió a grabar el disco que finalmente se tituló Van Halen III debido a que era la tercera formación en su historia (la primera había sido con David Lee Roth como vocal y la segunda con Sammy Hagar en esa misma labor).
La repercusión del disco fue notable, en parte por la expectación ante un nuevo cantante, y también porque Van Halen en 1998 ya era un grupo consagrado. Sin embargo, el álbum no gustó a muchos fanes. La banda realizó una gira de presentación del álbum a lo largo de 1998. A pesar del buen ambiente que se respiraba en el escenario, finalmente Cherone fue despedido. Existen especulaciones que apuntan a la discográfica Warner Bros. como agente de presión a este respecto, no obstante, esta información nunca ha podido ser constatada.
Otro aspecto controvertido que afecta a Van Halen III es el papel que desempeñó Michael Anthony, bajista del grupo. Si bien éste aparece como miembro de pleno derecho en los créditos, para cuando el álbum fue grabado su relación con Eddie Van Halen ya era algo tensa. De esta forma, es un hecho extraoficial que Anthony tocó solamente en los temas Without You, One I Want y Fire In The Hole, mientras que Eddie Van Halen asumió el bajo en el resto de canciones.

## Listado de canciones
Todos los títulos compuestos por Eddie Van Halen, Alex Van Halen, Michael Anthony y Gary Cherone
1. "Neworld" (Instrumental) – 1:51
2. "Without You" – 6:37
3. "One I Want" – 5:35
4. "From Afar" – 5:29
5. "Dirty Water Dog" – 5:33
6. "Once" – 7:51
7. "Fire in the Hole" – 5:37
8. "Josephina" – 5:48
9. "Year to the Day" – 8:47
10. "Primary" (Instrumental) – 1:31
11. "Ballot or the Bullet" – 5:48
12. "How Many Say I" – 6:16

## Posicionamiento el listas
| Lista (1998)                        | Máxima posición |
| ----------------------------------- | --------------- |
| Alemania (Offizielle Top 100)       | 13              |
| Australia (ARIA)                    | 8               |
| Austria (Ö3 Austria)                | 23              |
| Canadá (Billboard Canadian Albums)  | 4               |
| Escocia (Scottish Albums Chart)     | 61              |
| Estados Unidos (Billboard 200)      | 4               |
| Finlandia (Suomen Virallinen Lista) | 5               |
| Francia (SNEP)                      | 49              |
| Hungría (MAHASZ)                    | 2               |
| Japón (Oricon)                      | 7               |
| Nueva Zelanda (Recorded Music NZ)   | 14              |
| Noruega (VG-lista)                  | 29              |
| Países Bajos (Album Top 100)        | 24              |
| Reino Unido (UK Albums Chart)       | 62              |
| Suecia (Sverigetopplistan)          | 39              |
| Suiza (Schweizer Hitparade)         | 38              |

## Personal

#### Músicos
- Eddie Van Halen – guitarra, bajo, teclado, coros y voz en "How Many Say I"
- Michael Anthony – bajo en “Without You, One I Want y Fire In The Hole”, coros
- Alex Van Halen – batería, percusión
- Gary Cherone - voz

#### Músicos adicionales
- Mike Post – piano en "Neworld"

#### Producción
- Productores: Mike Post, Eddie Van Halen
- Técnicos: Erwin Musper, Eddie Van Halen
- Mezcla: The Edward, Robbes
- Masterización: The Edward, Robbes, Eddy Schreyer
- Programación: Florian Ammon, Ian Dye, Ed Rogers, Paul Wight
- Dirección artística: Stine Schyberg
- Fotografía: Dan Chavkin
- Color: F. Scott Schafer